# Archives de l'État à Bruxelles
Les Archives de l’État à Bruxelles sont l’une des 19 implantations des Archives de l'État en Belgique. 
Les Archives de l'État à Bruxelles ont ouvert leurs portes au public en 2002, à la suite de la scission de la province de Brabant et à la création, en 1995, de l'arrondissement administratif de Bruxelles-Capitale.
Implantées de 2002 à 2017 à Anderlecht, le long du canal, les Archives de l'État à Bruxelles ont déménagé et occupent depuis 2017 un bâtiment situé dans la commune de Forest. La nouvelle salle de lecture y est accessible au public depuis septembre 2017.

## Qu’y trouve-t-on?
Les Archives de l'État à Bruxelles conservent plusieurs kilomètres d’archives liées au territoire de l’arrondissement administratif de Bruxelles-Capitale.
Étudiants, chercheurs, passionnés de généalogie ou d’histoire peuvent consulter aux Archives de l'État, dans la limite du caractère privé de certaines données, une grande gamme de documents :
- archives des institutions centrales d’Ancien Régime de l’ancien duché de Brabant (Chancellerie de Brabant, États de Brabant, Conseil de Brabant, Cour féodale de Brabant, etc.) ;
- archives des institutions du gouvernement central détenant une compétence régionale telles que la Commission pour les revenus provinciaux de Brabant ou encore la Jointe de l’épizootie en Brabant et en Limbourg qui siégeait à Bruxelles ;
- archives de la Judicature des douanes du département de Bruxelles et de la Chambre des tonlieux de Bruxelles, les archives des métiers et corporations ou encore les archives des institutions judiciaires et administratives locales d’Ancien Régime (échevinage, etc.) ;
- archives des institutions de l’arrondissement de Brabant (administration d’arrondissement de Brabant sous l’occupation française), du département de la Dyle (administration du département de la Dyle et préfecture de la Dyle) et de la province de Brabant jusqu’à sa scission (Gouvernement provincial du Brabant, commission provinciale des bourses d’études, etc.) ;
- archives des services extérieurs des ministères tels que les bureaux du cadastre, de l’enregistrement, des domaines et de la conservation des hypothèques du Ministère des Finances et des prisons (en tant que services extérieurs du Ministère de la Justice) ;
- archives des cours et tribunaux ayant leur siège à Bruxelles ;
- archives ecclésiastiques des couvents et abbayes, des églises et des chapitres ainsi que d’autres institutions ecclésiastiques locales (table des pauvres, etc.) ;
- archives notariales : répertoires, tables et minutes  d’un grand nombre de notaires dont la résidence était située dans le territoire de la région Bruxelles-Capitale ;
- microfilms des registres paroissiaux antérieurs à 1795 ;
- microfilms des registres de l’état civil (de 1796 à 1910) des communes bruxelloises, des provinces du Brabant wallon, de Hainaut, de Namur et de Liège ;
- microfilms de registres de population de certaines communes de l’ancienne province de Brabant ;
- registres paroissiaux et d'état civil sous forme numérique ;
- etc.

## Salle de lecture numérique
Depuis août 2009, les registres paroissiaux et registres d’état civil de toute la Belgique ont été progressivement numérisés et mis à disposition du public dans les salles de lecture des Archives de l’État, dont celle des Archives de l'État à Bruxelles. 
Depuis janvier 2013, plus de 27 000 registres paroissiaux et un nombre sans cesse croissant de registres d’état civil de moins de 100 ans sont également disponibles gratuitement sur le site internet des Archives de l’État.
D’autres types de documents sont, par ailleurs, consultables depuis la salle de lecture numérique ou le site internet des Archives de l’État : 6 000 photos de la Première Guerre mondiale, des milliers de cartes et plans, les procès-verbaux du Conseil des Ministres (1918-1979), l'annuaire statistique de la Belgique (et du Congo belge) depuis 1870, 38 000 moulages de sceaux, etc.